# Brunnisach
Die Brunnisach ist ein rund zwölf Kilometer langer, in den Bodensee fließender  Fluss im baden-württembergischen Bodenseekreis im Süden Deutschlands.

## Geographie

### Oberläufe

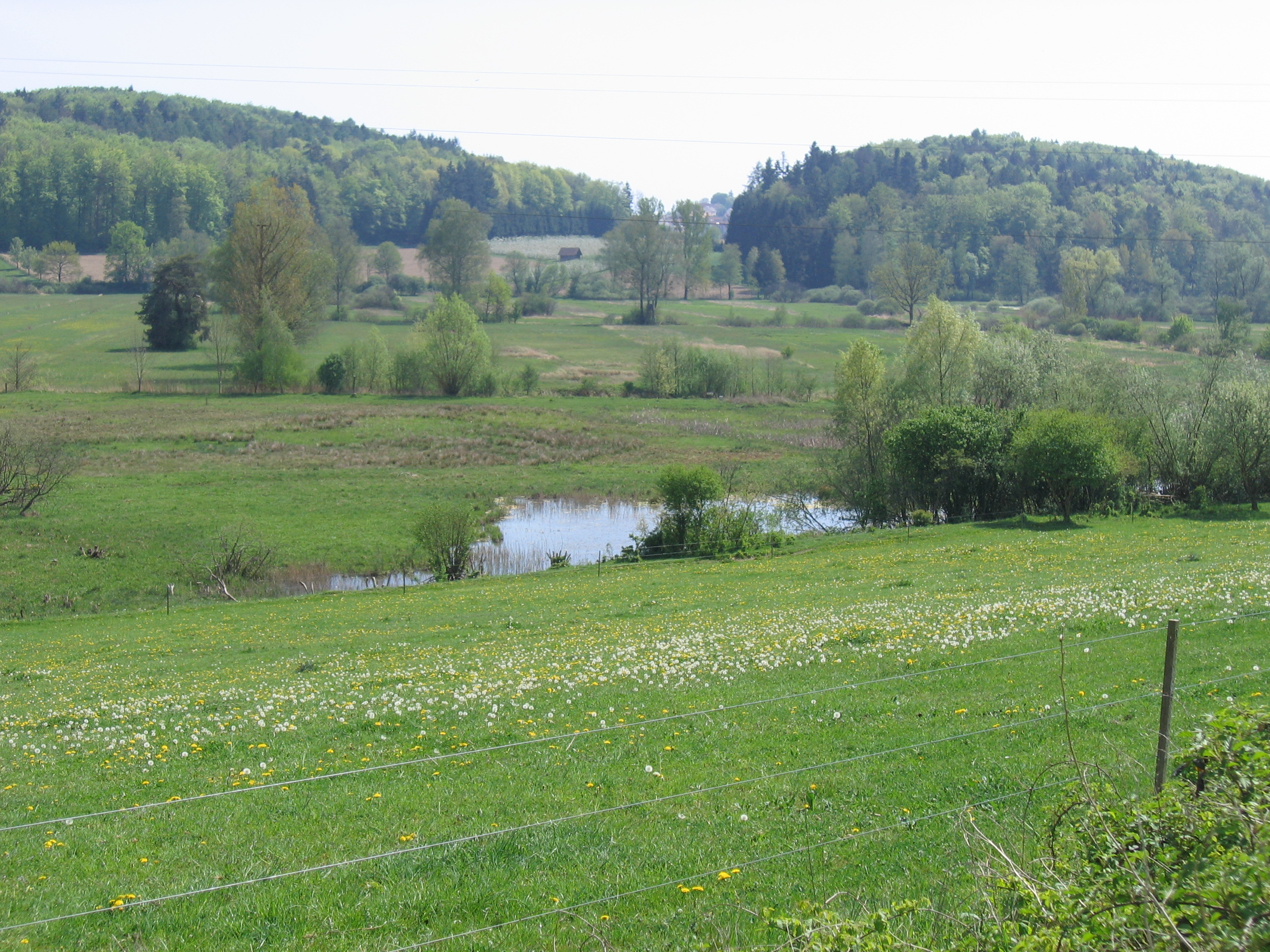
Am Hepbacher-Leimbacher Ried entsteht die Brunnisach

Die Brunnisach entsteht etwa einen Kilometer südwestlich von Markdorf-Hepbach am unter Naturschutz stehenden Hepbacher-Leimbacher Ried auf etwa 436 m ü. NHN aus dem Zusammenfluss des rechten Entengrabens und des linken Langenwiesengrabens. Der mit seinem Oberlauf Zwerchbach zusammen längere und auch einzugsgebietsreichere Entengraben entwässert den bis über 740 m ü. NHN hohen Südostabfall des Gehrenbergs ungefähr südwärts, während der in beider Hinsicht kleinere Langenwiesengraben den Abfluss eines allenfalls 490 m ü. NHN hohen Hügellandes im Süden zuführt.

### Verlauf
Von ihrem Ursprung an fließt die Brunnisach anfangs etwa westlich bis hinter Markdorf-Leimbach, wo sie sich am Zufluss des Muldenbachs aus dem Norden auf längeren ungefähren Südlauf kehrt. Auf diesem fließt sie zwischen dem Markdorfer Ort Markdorf im Osten und dem Friedrichshafener Weiler Lipbach im Westen hindurch, berührt anschließend auf Friedrichshafener Gebiet Kluftern am Westufer und Efrizweiler am östlichen. Zuletzt mündet sie auf 395 m ü. NHN im Hafen von Fischbach in den Bodensee.
Auf den 10,1 km zwischen ihrem Zusammenfluss und ihrer Mündung fällt die Brunnisach um etwa 41 Höhenmeter, was einem mittleren Sohlgefälle von nur etwa 0,4 ‰ entspricht.

### Einzugsgebiet
Die Brunnisach hat ein Einzugsgebiet von 24,5 km², dessen höchster Punkt nahe der Quelle des Zuflusses Muldenbach auf dem 754,3 m ü. NHN hohen Gipfel des Gehrenbergs liegt.  Es gehört, naturräumlich gesehen, insgesamt zum Unterraum Bodensee-Jungmoränenland des Subalpinen Jungmoränenlandes.

## Daten
Die Brunnisach ist durchschnittlich einen Meter breit, ihre Fließgeschwindigkeit liegt bei 0,3 m/s.

## Gewässerkorrektion und Renaturierung
Die Brunnisach wurde in den 1880er Jahren auf den Gemarkungen von Markdorf, Riedheim, Lipbach, Kluftern und Efrizweiler begradigt. So floss der Bach in diesem Bereich 100 Jahre in einem begradigten Bachbett, ehe man im Zuge einer Renaturierung auf einem kurzen Abschnitt beim Lettenhof unterhalb der Ortschaft Riedheim einen mäandrierenden natürlichen Bachlauf wieder herstellte und durch gesetzliche Vorgaben des Gewässerschutzes, die Verbauungen und Regulierungen von Bachläufen untersagen, sich die Brunnisach nach und nach wieder einen natürlichen Bachlauf schafft. Die Brunnisach wurde mehrmals mit Gülle durch die umliegende Landwirtschaft verunreinigt, Kleinstorganismen im Gewässer abgetötet und dadurch auch der Lebensraum für Fische wegen Nahrungsmangel zerstört. Der Bach benötigt nach solchen Verunreinigungen mehr als ein Jahrzehnt, um sich wieder zu erholen. Verschiedene Reinigungsaktionen der örtlichen Vereine und Schule befreiten das Gewässer von Müll und anderen Verunreinigungen. Die Aktionen liefen unter dem Begriff „Puzete“ (zum Beispiel 2005 durch die Grundschule Kluftern).

## Fischerei
Die Brunnisach weist vereinzelt Fischbestand auf (Seeforelle, Döbel, Äsche, Barbe und andere Weißfische). Vor allem Jungfische sind oft in diesem Gewässer, da ausreichend Nahrung vorhanden ist.
Im Sommer ist Fischerei jedoch kaum möglich, da der Bach dann sehr wenig Wasser führt. Auch durch die zahlreichen ökologischen Unfälle war es eine Zeit lang nicht möglich, die Brunnisach zu bewirtschaften. Der Angelsportverein (ASV) Friedrichshafen bewirtschaftet den Fluss auf einer Länge von drei Kilometern.

## Kunst und Kultur
Die Brunnisach selbst ist Bestandteil des Ortsrundweges Kluftern. Dieser Ortsrundweg beinhaltet einen Kunstrundweg mit Plastiken zum Thema Tor. So wurden über die Brunnisach beim Lettenhof auf einer Brücke das „Weidentor“ und vor der Bahnunterführung der Lettenstraße der blaue Bogen „Brunnisach“ aufgestellt.
Nach der Brunnisach ist die Narrenzunft Fischbach benannt, die Brunnisach-Hexen.